# املمبه
املمبه بلندترین کوه اسواتینی است. این کوه در شرق رشته‌کوه دراکنزبرگ، در مرز با آفریقای جنوبی جای گرفته‌است. این کوه در استان مپومالانگا در آفریقای جنوبی و استان هوازو در سوازی واقع شده است.

## منایع
1. ↑  "Emlembe" on Peakbagger.com Retrieved 1 October 2011